# Robert Bienaimé
Pour les articles homonymes, voir Bienaimé.
Robert Bienaimé, né le 15 mars 1876 dans le 8e arrondissement de Paris et mort le 12 octobre 1960 à Neuilly-sur-Seine, est un parfumeur et chef d'entreprise français, contemporain d'Ernest Beaux.

## Formation
Fils de l'architecte Henri Isidore Bienaimé et de Berthe Cécilia Leroy, il entre à 16 ans à l'École supérieure de physique et de chimie industrielles de la ville de Paris et en sort diplômé ingénieur chimiste en 1895.

## Le parfumeur
Après un passage à la Société des cirages français, il rejoint en 1909, l'entreprise de parfumerie de Paul Parquet qui le présente à son partenaire, le banquier Alfred Javal. Bienaimé entre alors au conseil d'administration de Houbigant et en devient l'ingénieur chimiste principal, créant de nouvelles formules, comme Quelques Fleurs (1913).
Mobilisé en août 1914, il est libéré en 1917, juste après la mort de Paul Parquet, afin de reprendre en main la maison Houbigant, aux côtés de Fernand Javal, le fils d'Alfred, qui l'associe au capital.
Devenu président de la société, il fait construire une savonnerie à Puteaux et, au cours des années 1920, recrute ses anciens condisciples comme lui ingénieurs, Paul Leroux, Raymond Kling, André Copaux, Degont Desplanques et Paul Schving (mort en 1929), parmi les meilleurs nez.

## Les Parfums Bienaimé
Après la crise de 1929, il revend ses parts et fonde la Société anonyme des industries radioélectriques, puis la Société d'études du caoutchouc synthétique. Revenant à l'industrie cosmétique, en 1935, il lance sa propre société, les Parfums Bienaimé SA, ainsi que les Produits de beauté Robel. Il récupère une partie de l'usine de Puteaux et y installe son siège social. Dès la première année, il lance cinq parfums dont Éveil (1935), Fleurs d’Été (1935), La Vie en Fleurs (1935) et Vermeil (1935). Ses dernières compositions sortent en 1949, à savoir Jours Heureux et Enfin seuls. 
À la suite de son décès en 1960, la marque Bienaimé est mise en sommeil pendant plusieurs décennies avant sa renaissance en 2021. Ce renouveau s’inscrit dans la lignée du fondateur ; les parfums et cosmétiques proposés aujourd’hui par la marque sont pensés autour d‘un esprit Art déco et conçus afin de durer à travers un emballage esthétique et réutilisable. Célébrant le savoir-faire français, la collection est réalisée par des manufactures anciennes qui font perdurer les méthodes traditionnelles de fabrication, la Maison Bienaimé met en valeur un artisanat d'exception.

## Distinctions
Il est président du Syndicat national de la parfumerie de 1923 à 1926, puis de 1931 à 1932, et enfin de 1941 à 1942.
Il préside et représente les maisons de parfums lors de l'Exposition de 1925.
Il est nommé chevalier de la Légion d'honneur le 22 mai 1926, puis officier le 1er juillet 1933.